# 永山菜々
永山 菜々（ながやま なな、1999年8月2日 - ）は、日本の女優。かつてはCRAYONに所属していた。

## 人物・来歴
幼い頃から子役として活躍している。
特技は笑顔とダンス。
将来の夢は「ダンスや歌も出来る女優になること」。

## エピソード
- 映画『ちーちゃんは悠久の向こう』では、ちーちゃんこと歌島千草の幼少期を演じた。1月19日にシネマート新宿で兼重淳監督、歌島千草役の仲里依紗、久野悠斗役の林遣都が参加して行われた舞台挨拶にでは、サプライズゲストとして登壇。兼重監督へ花束を贈呈した。

## 出演作品

### 映画
- ちーちゃんは悠久の向こう（2008年1月19日公開） - 歌島千草（ちーちゃん）（幼少期） 役

### テレビ
- きのこでキッズクッキング（2009年、アニマックス）

### CM
- 三菱電機「霧が峰」（2005年）
- イトーヨーカドー 夏のクリアランス（2006年）
- ダスキンモップ（2006 - 2007年）
- 任天堂『「監修 日本常識力検定協会 いまさら人には聞けない 大人の常識力トレーニングDS」（「馬子にも衣装」編）』（2006年）
- Mattel バービーのパンやさんでアルバイト（2006年）
- マクドナルドハッピーセット シュレック3（2007年）
- バンダイ Yes!プリキュア5 ドリームトーチ（2007年）
- パナソニック 新ヒューマンビエラ ココロつなぐ物語 12月のホタル篇（2007年）
- 明治製菓 コクがおいしいミルクココア（2008年）
- バンダイ フレッシュプリキュア! うたって!おどろう!ダンシングポッド（2009年）
- おやつカンパニー ブタメン 歌のお姉さん篇（2009年）

### スチール
- 東京ガス「東京ガス 新宿ショウルーム」（2006年）